# The Best Of The Doors (2000)
The Best Of The Doors es un álbum recopilatorio del grupo norteamericano The Doors lanzado en 2000, y es diferente de los álbumes del mismo nombre lanzados en 1973 y 1985, respectivamente. Los tres álbumes cuentan con una lista de canciones ligeramente diferente y una fotografía diferente del cantante Jim Morrison en la cubierta. A diferencia de sus epónimos predecesores, el recopilatorio de 2000 incluye Break on Through (To the Other Side) y The End en su versión sin censura.

## Listado de canciones

### Versión original
1. Riders on the Storm – 7:15 (De L.A. Woman)
2. Light My Fire – 7:07 (De The Doors)
3. Love Me Two Times – 3:15 (De Strange Days)
4. Roadhouse Blues (Live) – 4:34 (De Morrison Hotel)
5. Strange Days – 3:08 (De Strange Days)
6. Break on Through (To the Other Side) – 2:28 (De The Doors)
7. Five to One – 4:26 (De Waiting for the Sun)
8. Moonlight Drive – 3:02 (De Strange Days)
9. Alabama Song (Whiskey Bar) (Bertolt Brecht, Kurt Weill) – 3:19 (De The Doors)
10. Love Her Madly – 3:19 (De L.A. Woman)
11. People Are Strange – 2:11 (De Strange Days)
12. Touch Me – 3:13 (De The Soft Parade)
13. Back Door Man – 3:33 (De The Doors)
14. Peace Frog - 2:58 (De Morrison Hotel)
15. The Unknown Soldier – 3:22 (De Waiting for the Sun)
16. L.A.Woman – 7:52 (De L.A. Woman)
17. Hello, I Love You – 2:15 (De Waiting for the Sun)
18. The End – 11:44 (De The Doors)

### Disco de bonus
El álbum también fue lanzado como un digipack de edición limitada, que incluía el siguiente material inédito:
1. Riders on the Storm (Báez & Cornell Tunnel Club mix)
2. Riders on the Storm (N.O.W. mix)
3. Riders on the Storm (Ibizarre remix)
4. Riders on the Storm (Spacebats remix)
5. Pista multimedia (entrevistas, galerías, postales y más)

### Versión disco doble
La versión doble disco de la compilación es notable por añadir una pista remasterizada de uno de los dos álbumes post-Morrison. La canción "No Me Moleste Mosquito" apareció como El Mosquito en el álbum de 1972 Full Circle. Este fue el segundo reconocimiento de la banda a su época post-Morrison desde la aparición de la canción Tightrope Ride tomada del álbum Other Voices de 1971 y compilada igualmente en su caja recopilatoria The Doors: Box Set de 1997.

#### Disco uno
1. Light My Fire
2. Hello, I Love You
3. People Are Strange
4. Love Me Two Times
5. Touch Me
6. Strange Days
7. Spanish Caravan
8. Moonlight Drive
9. We Could Be So Good Together
10. The Unknown Soldier
11. Queen of the Highway
12. Shaman's Blues
13. The WASP (Texas Radio and the Big Beat)
14. L.A. Woman
15. Whiskey, Mystics & Men
16. Summer's Almost Gone
17. You're Lost Little Girl
18. When the Music's Over
19. No Me Moleste Mosquito (by Densmore, Manzarek & Krieger)

#### Disco dos
1. Riders on the Storm
2. Break on Through (To the Other Side)
3. Roadhouse Blues
4. Soul Kitchen
5. Love Her Madly
6. Alabama Song (Whiskey Bar) (Bertolt Brecht, Kurt Weill)
7. Peace Frog
8. Waiting for the Sun
9. Who Scared You?
10. The Crystal Ship
11. Wishful Sinful
12. Love Street
13. Wintertime Love
14. The Spy
15. Back Door Man
16. My Eyes Have Seen You
17. Five to One
18. The End
19. The Famous Roadhouse Blues Footage! (pista multimedia)

## Personal
- Jim Morrison - Vocales
- Ray Manzarek - Teclado
- Robby Krieger - Guitarra
- John Densmore - Percusiones
- Paul A. Rotchild - Productor
- Bruce Botnick - Productor Original

- Datos: Q1755562